# Ротомахана (озеро)
Ротомахана (англ. Rotomahana) — озеро площадью 8 км² в северной части Новой Зеландии, расположенное в 20 км к юго-востоку от города Роторуа. Озеро расположено возле юго-западной части вулкана Таравера, крупное извержение которого в 1886 году существенно изменило географию Ротомахана. Вулкан и озеро находятся в районе, принадлежащем вулканическому комплексу Окатайна.
Высота над уровнем моря — 337 м.
До извержения 1886 года на месте современного озера было два небольших водоёма. После извержения на этом месте образовался кратер глубиной более 100 метров, который заполнялся водой в течение 15 лет, сформировав современное озеро Ротомахана.
Район озера Ротомахана является заповедной зоной, где запрещена охота на птиц. На озере обитает популяция чёрного лебедя, поэтому предпринимаются усилия по защите крупнейшего острова, Патити, от вредителей.

## Розовые и Белые террасы

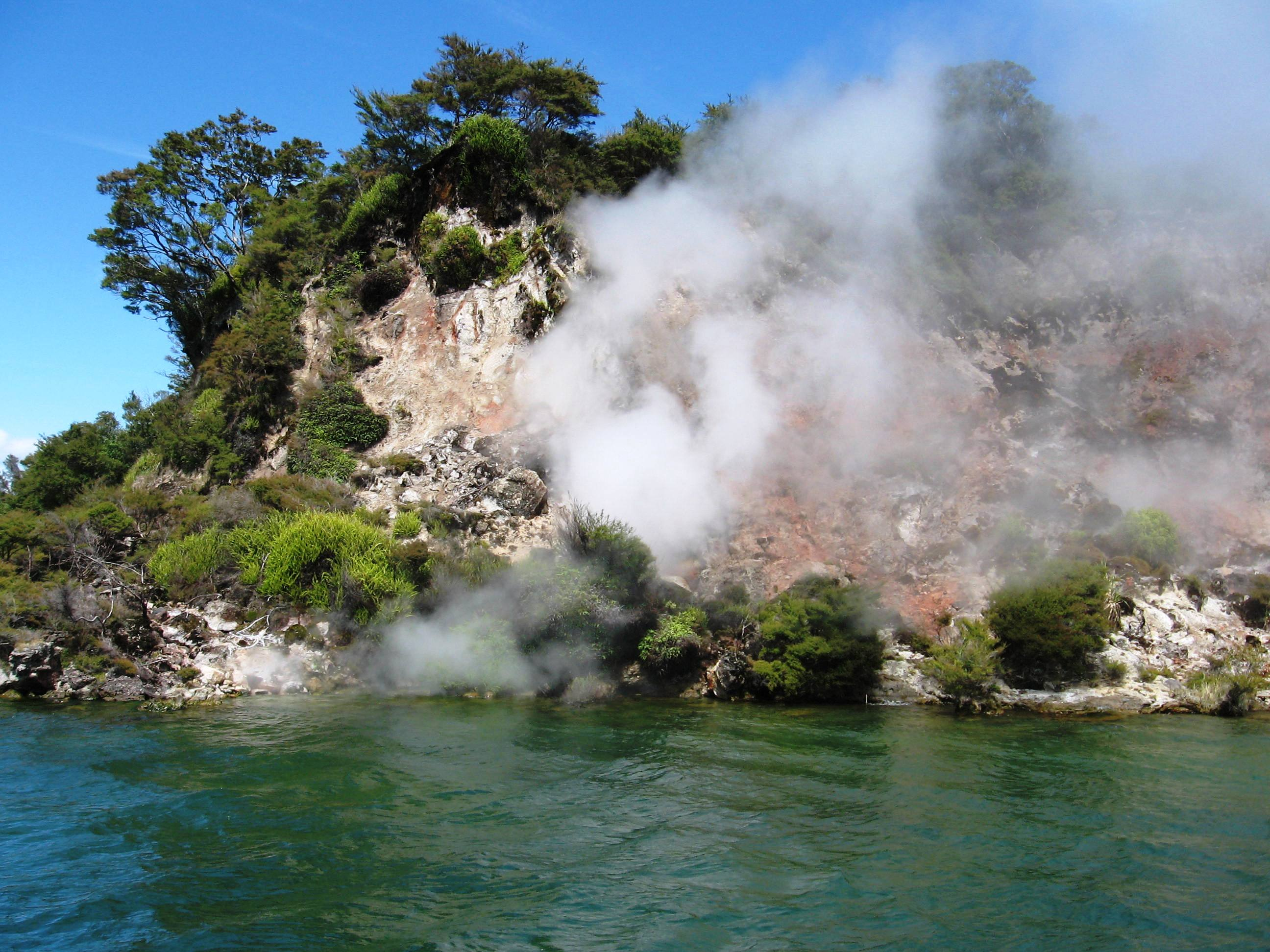
Пар поднимается от геотермальных источников на берегу озера

До извержения вулкана Таравера в 1886 году Розовые и Белые террасы на озере Ротомахана считались одним из чудес природы Новой Зеландии и были известной туристической достопримечательностью, однако в результате вулканической активности они были утеряны.
В 2011 году учёные заявили о том, что заново открыли на дне озера нижние ярусы Розовых и Белых террас, находящиеся на глубине 60 метров. Более поздние исследования в 2016 и 2017 годах свидетельствуют о том, что верхние части террас находятся на суше, вследствие чего можно найти доказательства того, что террасы или их части сохранились в своём первоначальном местоположении.